# Karel Dostál (bobista)
Karel Dostál (* 7. prosince 1961) je bývalý český bobista. Závodil ve čtyřbobu pilota Jiřího Džmury.

## Sportovní kariéra
Startoval na ZOH 1992, kde v soutěži čtyřbobů skončil na 21. místě.